# The Strokes
The Strokes és una banda d'indie pop rock formada l'any 1998 a la ciutat estatunidenca de Nova York. A principis de l'any 2000 l'audiència d'aquest gènere va començar a disminuir i a conseqüència d'això, amb el llançament del seu àlbum debut anomenat Is This It, molts crítics els van anomenar com els “salvadors del rock”. Va ser publicat a l'any 2001 i actualment ja ha venut més de 8 milions de còpies. A aquest, i al llarg de més d'una dècada, el van seguir els àlbums Room on Fire (2003), First Impressions of Earth (2005), Angles (2011), Comedown Machine (2013) i The New Abnormal (2020).

## Etimologia
En una entrevista els membres del grup van respondre a la pregunta de què significava el nom de la banda. El que ho va fer de manera més clara va ser Albert Hammond. El grup ja tenia una llista de possibles noms, entre ells estaven, “The Niros”, “The Rubber Band”, “The Motels”, “The Flattop Freddie” i “The Purple Canoes”. Cap d'aquest els agradava i uns dies més tard, a l'estudi, Julian va proposar el nom “The Strokes”, amb el qual tots hi van estar d'acord tot i que no tenia cap significat. Més tard, Albert Hammond va cercar al diccionari el significat, el qual era “un cop a la cara”, cosa que era exactament el que volien transmetre amb les seves cançons.

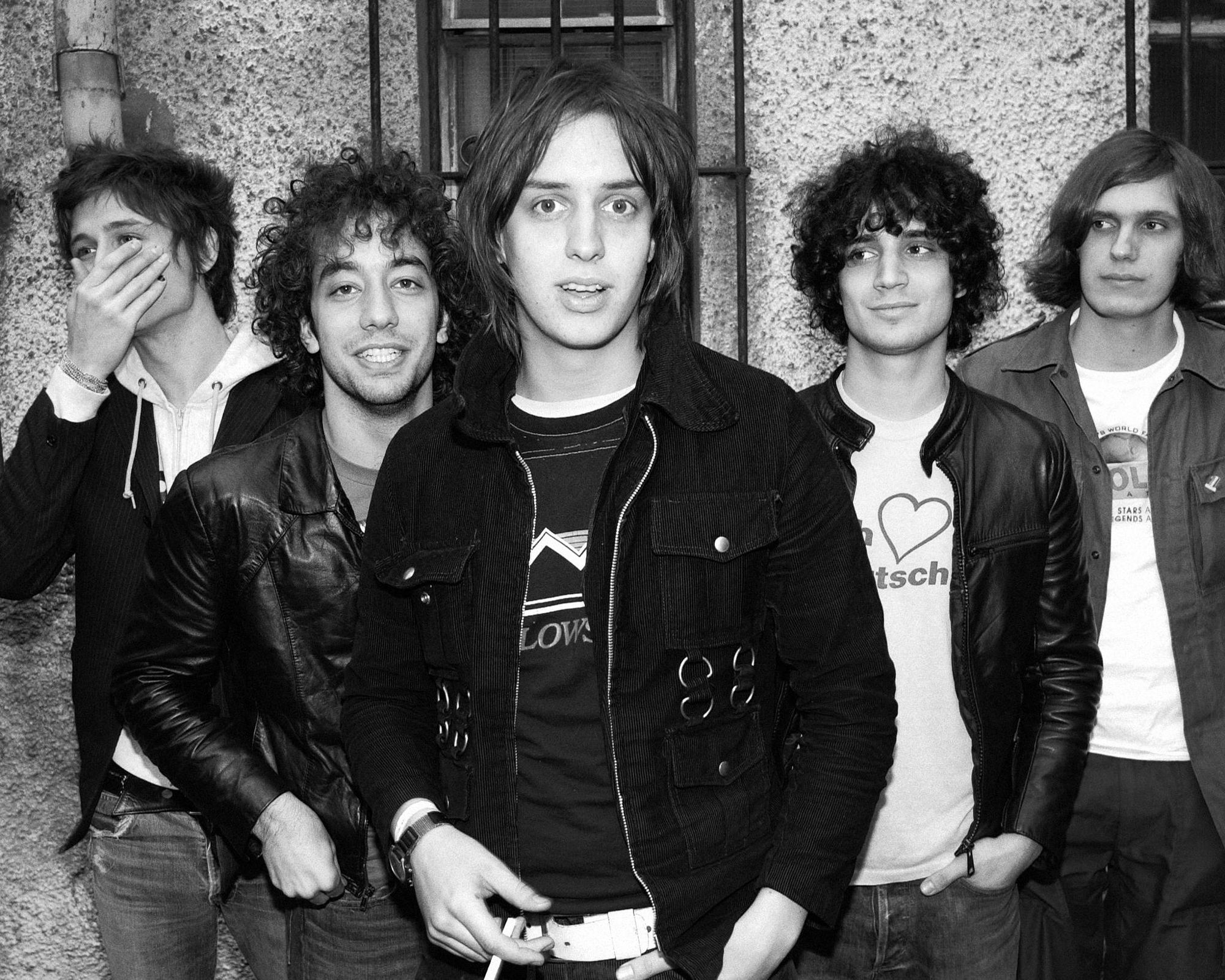
The Strokes el 2002.

## Història

### 1998-2000: Origen
Julian Casablancas, vocalista, i Nikolai Fraiture, baix, ja es coneixen des de la infància. Nick Valensi, guitarrista, i Fabrizio Moretti, bateria, es van conèixer en un concert de Dragon Force. Més tard, Julian Casablancas al procedir d'una família de classe alta se'n va anar a l'Institut anomenat Le Rosey, Suïssa. Va ser on va conèixer a Albert Hammond Jr., el guitarrista principal, es van conèixer perquè els dos eren estatunidencs i a conseqüència d'això s'entenien entre ells, tot i que no eren massa amics. Anys després, Julian es va trobar amb Albert als carrers de Nova York, ja que es va traslladar per estudiar a l'Escola Tisch d'Arts de la Universitat de Nova York. Casualment vivien en el mateix carrer, un davant de l'altre. A partir d'aquell moment es van començar a conèixer i al cap d'un temps van sorgir The Strokes.

### 2001: Primer EP iIs This It
Els primers concerts de la banda van ser a la sala Lounge, a Manhattan, on van començar a tenir els primers fans i el seu primer representant musical, Ryan Gentles, qui també era el propietari de la sala on actuaven. Van començar a preparar noves cançons per poder fer concerts a altres llocs i així guanyar més popularitat. En una de les primeres actuacions, un productor de música va anar a escoltar a Dragon Force, però quan va escoltar a The Strokes, va parlar amb Albert per gravar una maqueta i la resposta va ser afirmativa. A l'any 2001 van llençar el seu primer EP, The Modern Age. Va ser un èxit i van guanyar molts seguidors; motes discogràfiques estaven en competència per treballar amb ells. RCA va ser la guanyadora i amb ella van publicar Is This It, que va ser un èxit a nivell mundial, tant de vendes com de crítica. Van començar a fer gires d'èxit a països com el Japó, Austràlia i els Estats Units.

### 2003:Room on Fire
L'any 2003 The Strokes van publicar el seu segon àlbum, Room on Fire, i comencen diverses gires; de nou van fer un concert al Japó i van interpretar «My Way» en japonès. Aquest àlbum va ser va rebre crítiques menys positives, principalment degut a que la crítica oponava que presentava massa similituds amb Is This It. Durant uns anys van fer concerts amb Kings of Leon i My Chemical Romance.

### 2006:First Impressions of Earth
L'any 2006 va sortir el seu tercer disc, First Impressions of Earth. Per promocionar-lo van fer gires a ciutats com Tòquio, Sydney, Londres, París oAmsterdam. Després, durant un temps es van separar per a què cada membre pogués centrar-se els seus projectes en solitari. El 2007 es van tornar a ajuntar.

### 2011-2013:AnglesiComedown Machine
El 2011 va sortir l'àlbum Angles. Per promocionar-lo van utilitzar esdeveniments com Festival Internacional de Benicasim. Entre algunes crítiques cap el grup, la revista Rolling Stone va dir que era el seu millor àlbum des del seu debut. A cap de dos anys va publicar-se el disc Comedown Machine.

### 2020-actualitat:The New Abnormal
A l'abril del 2020, després de set anys sense publicar cap àlbum d'estudi, The Strokes van publicar el seu sisè àlbum, The New Abnormal, que va rebre crítiques generalment molt positives, en comparació als seus àlbums de l'anterior dècada que s'havien publicat durant un període de tensió entre els membres del grup. Destacant la maduresa de les lletres de Julian Casablancas i la cohesió musical del grup, alguns van considerar el disc el seu millor treball des de Is This It.

## Membres

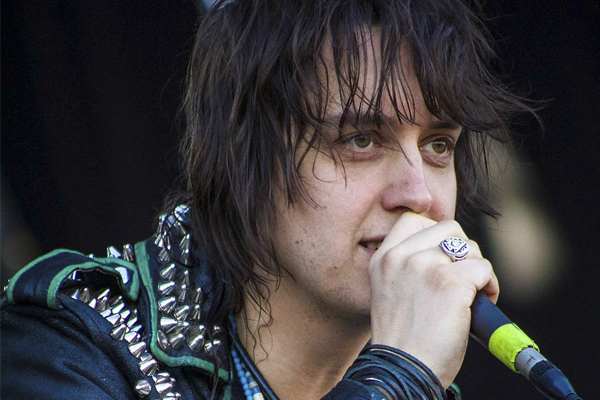
Julian Casablancas, vocalista de The Strokes.

### Julian Casablancas
Julian Fernando Casablancas (nascut el 23 d'agost del 1978 a Nova York, Estats Units) és el vocalista i compositor principal de la banda. Ha format part de les discogràfiques Rough Trade, RCA, Sony BMG i Cult Records, movent-se entre els gèneres musicals coneguts com indie rock i rock alternatiu, principalment a les bandes The Strokes, The Voidz i com a solista.

### Nick Valensi
Nicholas Valensi (nascut el 16 de gener del 1981 a Nova York, Estats Units) és el guitarrista de The Strokes. Ha format part de les discogràfiques New Line Records, Rough Trade Records i Scratchie Records. S'ha mogut pels gèneres musicals de l'indie rock, garage rock, post-punk revival i new wave.

### Albert Hammond Jr.

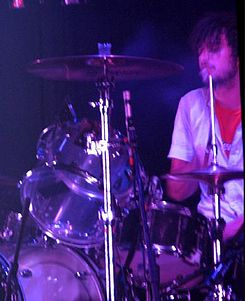
Fabrizio Moretti, bateria de The Strokes.

Albert Hammond Jr. (nascut el 9 d'abril del 1980 a Los Angeles, Califòrnia, Estats Units), fill del famós compositor Albert Hammond, és integrant de The Strokes com a guitarrista. Va conèixer a Julian Casablancas a l'Institut le Rosey, a Suïssa. Participa en els gèneres indie pop i rock i forma part de les discogràfiques New Line Records, Rough Trade Records, Scratchie Records, Cult Records.

### Fabrizio Moretti
Fabrizio Moretti (nascut el 2 de juny del 1980 a Rio de Janeiro, Brasil) és conegut per ser el bateria de la banda The Strokes, participant en els gèneres indie rock, garage rock, post-punk revival i new wave. Passa per les discogràfiques New Line Records, Rough Trade Records, Scratchie Records i Cult Records.

### Nikolai Fraiture
Nikolai Fraiture (nascut el 13 de novembre del 1978 a Nova York, Estats Units, amb ascendència russa i francesa per part de mare i pare, respectivament) és guitarrista, tecladista i vocalista, també ha compost i escrit cançons per a la banda, relacionades amb els gèneres indie rock, garage rock, post-punk revival i new wave a les discogràfiques RCA, Rough Trade I Cult. Ell també coneixia Julian Casablancas des de la infància.

## Discografia
Àlbums d'estudi
- Is This It (2001)
- Room on Fire (2003)
- First Impressions of Earth (2005)
- Angles (2011)
- Comedown Machine (2013)
- The New Abnormal (2020)

EPs
- The Modern Age (2001)
- Future Present Past (2016)